# Крэнцлайн, Элвин
Элвин Кристиан Крэнцлайн (англ. Alvin Christian Kraenzlein; 12 декабря 1876, Милуоки — 6 января 1928, Уилкс-Барре) — американский легкоатлет, четырёхкратный чемпион летних Олимпийских игр 1900. Он до сих пор единственный легкоатлет, которому удалось стать четырежды чемпионом на одних Играх и только в индивидуальных дисциплинах.

## Биография и достижения
Крэнцлайн родился в Милуоки, Висконсин. Учился в университете Висконсина-Медисона, позже — в Пенсильванском университете, — на стоматолога.
Свой первый титул в лёгкой атлетике Крэнцлайн получил в 1897 году, когда победил в беге с барьерами на 220 ярдов в соревнованиях Любительского атлетического союза. В последующие несколько лет он заработал ещё ряд титулов, став победителем в 5 чемпионатах союза в беге с барьерами и прыжках в длину. В это время, он стал применять новую технику для барьерного бега — он преодолевал барьер с прямой передней ногой, и эта техника до сих пор применяется многими спортсменами.
На летних Олимпийских играх 1900 он участвовал в четырёх дисциплинах, каждую из которой выигрывал. Сначала, 14 июля, он соревновался в беге на 110 м с барьерами и прыжке в длину. В забеге, он сначала выиграл полуфинал, а затем и заключительную гонку, установив при этом Олимпийский рекорд. В соревнованиях по прыжкам, которые проходили 14 и 15 июля, в первый день лидировал американец Майер Принштайн, а Крэнцлайн шёл прямо за ним. Принштайн не стал принимать участие на следующий день по религиозным убеждениям (это было воскресенье), и Крэнцлайн смог обойти его на один сантиметр, поставив своего соотечественника на второе место. Серебряный призёр настолько разозлился, что ударил чемпиона в лицо.
Также, 15 июля он соревновался в беге на 60 м. Выиграв и полуфинал, и финал с результатом в 7 секунд в обоих, он получил свою третью золотую медаль.
16 июля он участвовал в своём последнем соревновании — в беге на 200 м с барьерами. Выиграв и предварительный, и заключительный забеги, он стал уже четырёхкратным чемпионом и самым титулованным спортсменов тех Игр.

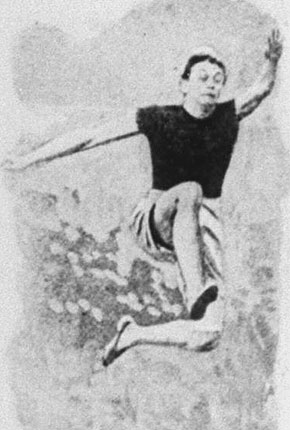
Крэнцлайн во время прыжков в длину

После Олимпийских игр, Крэнцлайн стал обладателем нескольких мировых рекордов в четырёх разных дисциплинах. После этого он завершил свою спортивную карьеру, и стал стоматологом. Однако вскоре он стал тренером, и начал работать с командой Мичиганского университета. В 1913 году он заключил пятилетний контракт с немецкой национальной сборной за 50 000 $, но из-за начала Первой мировой войны стал армейским инструктором. После войны Крэнцлайн начал работать с кубинской сборной, а затем занялся командой Пенсильванского университета до своей смерти от болезни сердца 6 января 1928 года.
В 1985 году он был включён в Американский легкоатлетический зал славы.